# 겨울이 갈 때까지
《겨울이 갈 때까지》는 2002년 1월 11일에 MBC에서 방영한 베스트극장이다.

## 줄거리
창재와 민선은 아담한 전원주택에서 세 딸과 함께 행복한 삶을 살았지만, 민선이 췌장암에 걸리면서 모든 것이 변해 버린다. 민선은 병으로 인해 작은 일에도 이성을 잃을 정도로 화를 내는 성격으로 변해버리고, 아이들은 매일같이 화만 내는 엄마를 미워한다. 창재도 더 이상 참지 못하고 집을 뛰쳐나와 혼자서 술을 마시고 집으로 오던 길에 뺑소니 교통사고로 죽는다.

## 등장 인물

### 주요 인물
- 김해숙 : 김민선 역
- 명계남 : 손창재 역
- 이애정 : 손은정 역
- 윤영아 : 손은미 역
- 하승리 : 손은서 역

### 그 외 인물
- 임예진 : 창재의 동생 역
- 최용민 : 민선의 담당의 역
- 성병숙 : 라디오 DJ 역
- 최범호
- 황진영 : 의사 역
- 이종래 : 교사 역
- 양현태 : 창재네 스포츠용품 매장 직원 역
- 한미진 : 은미의 담임교사 역